# Nosybus navasi
Nosybus navasi is een insect uit de familie van de Berothidae, die tot de orde netvleugeligen (Neuroptera) behoort. 
Nosybus navasi is voor het eerst wetenschappelijk beschreven door Banks in 1918.